# Halta Fleury
Halta Fleury a fost o stație de pe linia 126, o cale ferată desființată aproape integral, care asigura legătura între gara Statte și gara Ciney. Halta se afla la periferia orașului belgian Huy, pe malul stâng al râului Hoyoux, în vecinătatea fostei fabrici de hârtie „Papeterie Godin”, într-o zonă denumită la acea vreme „locul Fleury”.
Situată la kilometrul feroviar 3+600, halta a fost inaugurată în luna iulie 1943 și era destinată angajaților „Papeterie Godin”. Ulterior au fost adăugate o linie de garare și un elevator pentru a deservi fabrica de hârtie.
Halta Fleury a rămas în funcțiune până pe 11 noiembrie 1962, când circulația trenurilor de călători între gările Huy-Sud și Ciney a fost sistată. Între timp, clădirea și amenajările haltei au dispărut complet din teren.